# Leucania lacteicolor
Leucania lacteicolor är en fjärilsart som beskrevs av Rothschild 1914. Leucania lacteicolor ingår i släktet Leucania och familjen nattflyn. Inga underarter finns listade i Catalogue of Life.